# Лиматулихты
Лиматулихты (лат. Limatulichthys) — род лучепёрых рыб из семейства кольчужных сомов, обитающий в Южной Америке. Научное название происходит от лат. limatus — «песчаный» и греч. ichthys — «рыба».

## Описание
Общая длина представителей этого рода колеблется от 15,1 до 18 см. Внеше похожи на сомов из рода Loricaria. Голова большая, широкая, конусообразная, рыло заужено. Глаза среднего размера, расположены в верхней части головы, расстояние между глазами небольшое. Туловище вытянутое, хвостовой стебель довольно тонкий. Спинной плавник высокий, полностью касается туловища, с длинным острым лучом. Жировой плавник отсутствует. Грудные плавники умеренно широкие, прижаты к туловищу. Брюшной плавник вытянутый. Анальный плавник крохотный, хвостовой плавник разрезан.
Окраска жёлтая, песчаная с оранжевыми крапинками, которыми покрыто все тело от морды до хвостового плавника. Нижняя часть кремовая или бледно-жёлтая.

## Образ жизни
Биология изучена недостаточно. Предпочитает пресные водоёмы, держатся дна. Днём прячется среди камней или растений, активна ночью. Питаются мелкой рыбой и мелкими водными беспозвоночными.

## Распространение
Обитают в бассейнах рек Токансис, Эссекибо, Ориноко, Укаяли и Парнаиба (в пределах Венесуэлы, Перу, Гайаны и Бразилии).

## Классификация
На май 2018 года в род включают 2 вида:
- Limatulichthys griseus C. H. Eigenmann, 1909
- Limatulichthys nasarcus Londoño-Burbano, Lefebvre & Lujan, 2014